# Fryderyk Hebbel jako poeta konieczności
Fryderyk Hebbel jako poeta konieczności – monografia autorstwa  Karola Irzykowskiego, poświęcona  Fryderykowi Hebblowi, która ukazała się w roku 1907. Irzykowski zawarł w niej własne poglądy filozoficzno-estetyczne, niejednokrotnie polemizując z tezami niemieckiego poety (np. z jego koncepcją pantragizmu). 
W Pismach zebranych Irzykowskiego w tomie:
Czyn i słowo oraz Fryderyk Hebbel jako poeta konieczności. – Lemiesz i szpada przed sądem publicznym. Prolegomena do charakterologii, wstęp: Andrzej Lam, tekst opracowała i indeks sporządziła: Zofia Górzyna, informacja bibliograficzna: Barbara Winklowa, Kraków 1980.